# Pérsis (província do Império Sassânida)
Pérsis (em persa médio: 𐭯𐭠𐭫𐭮𐭩; romaniz.: Pārs) foi uma província do Império Sassânida na Antiguidade Tardia, que quase correspondia à atual província de Fars. A província fazia fronteira com Cuzistão no oeste, Carmânia no leste, Ispaã no norte e Mazum no sul.

## Nome
O nome em persa médio de Pārs deriva do persa antigo Pârsâ (𐎱𐎠𐎼𐎿). Pérsis é a versão grega desta região, que depois evoluiu ao latim como Pérsia.

## Distritos

### Ardaxir-Cuarrá
Ardaxir-Cuarrá (em persa médio: Arđaxšēr-Xwarra, que significa "glória de Ardaxir [Artaxer]") foi fundada pelo primeiro xá do Império Sassânida Artaxer I (r. 224–242), que fez de Gor (também fundada na mesma época) sua capital. Formava a divisão administrativa do sudoeste de Pérsis e consistia em uma zona rural montanhosa dos montes Zagros do sul — grande parte do território habitado mais tarde pela tribo cascais; com seu terreno montanhoso e temperatura extrema, isso foi considerado pelos geógrafos como um "sardesir" (zona fria). Os montes Zagros e a planície costeira, ao longo do golfo Pérsico, no entanto, eram consideradas pelos geógrafos como garmesir (zona quente). No centro da cidade circular de Gor, havia uma estrutura em forma de torre chamada Terbal, que era semelhante a uma estopa budista. Além disso, havia também um templo do fogo que o historiador árabe do século X Almaçudi teria visitado.

### Estacar
Estacar (em persa médio: Staxr) serviu como um centro administrativo e religioso sob o Império Sassânida, o que fazia desde os tempos aquemênidas. O templo do fogo de Anaíta era o "coração ideológico do império". Foi também a cidade natal dos sassânidas.

### Darabeguerde
Darabeguerde (em persa médio: Dārāvkirt), que significa "Darabe fez isso") foi uma cidade fundada durante o Império Arsácida, e foi transformada em uma divisão administrativa por Artaxer I depois que a conquistou.

### Xapur-Cuarrá
Xapur-Cuarrá (em persa médio: Šāpuhr-Xwarra, que significa "glória de Sapor") foi fundada pelo segundo xá do Império Sassânida Sapor I (r. 240–270).

### Arrajã
Arrajã (em persa médio: Argān), também conhecido como Vé-az-Amide-Cavade, foi uma divisão administrativa tardia fundada no início do século VI por Cavades I (r. 488–496; 498/9–531), que anexou uma pequena parte do Cuzistão a ela e instalou prisioneiros de guerra de Amida e Martirópolis no local.

## História
Durante a infância de Sapor II (r. 309–379), nômades árabes fizeram várias incursões em Pérsis, onde invadiram Gor e seus arredores. No início do século V, uma ponte foi construída em Gor pelo ministro (grão-framadar) Mir-Narses, que era nativo de Abruvã, um subdistrito em Ardaxir-Cuarrá. Uma inscrição também foi escrita na ponte, que diz: "Esta ponte foi construída por ordem de Mir-Narses, grão-framadar, pelo bem de sua alma e às suas próprias custas (...) esta travessia." Além disso, também fundou quatro aldeias com um templo do fogo em cada uma delas. O nome dos templos do fogo eram: Faraz-mara-auar-cuadaia, Zuruandadã, Cardadã e Magusnaspã. Construiu um quinto templo do fogo em Abruvã, que pode ter sido o templo do fogo de Barim que o geógrafo persa do século X Alistacri visitou e afirmou que tinha uma inscrição que afirmava que 30 mil dirrãs foram gastos para sua construção. Algum tempo, antes de 540, uma diocese foi estabelecida em Gor.

### Conquista muçulmana

#### Primeira invasão
A invasão muçulmana de Pérsis começou em 638/9, quando o governador califal do Barém, Alalá ibne Alhadrami, que depois de derrotar algumas tribos árabes rebeldes, tomou uma ilha no golfo Pérsico. Embora Alalá e o resto dos árabes tivessem recebido ordens para não invadir Pérsis ou suas ilhas vizinhas, ele e seus homens continuaram suas incursões na província. Rapidamente preparou um exército que foi dividido em três grupos, um sob Aljarude ibe Maulá, o segundo sob Alçauar ibne Hamã e o terceiro sob Culaide ibne Almondir ibne Saua. Quando o primeiro grupo entrou em Pérsis, foi rapidamente derrotado e Aljarude foi morto. A mesma coisa logo aconteceu com o segundo grupo. No entanto, as coisas provaram ser mais afortunadas com o terceiro; Culaide conseguiu mantê-los na baía, mas não conseguiu se retirar de volta ao Barém, pois os sassânidas bloquearam seu caminho no mar. Omar, descobrindo sobre a invasão de Pérsis por Alalá, o substituiu por Sade ibne Abi Uacas como governador do Barém. Omar então ordenou que Uteba ibne Gazuã enviasse reforços para Culaide. Quando os reforços chegaram, Culaide e alguns de seus homens conseguiram se retirar com sucesso ao Barém, enquanto o resto se retirou para Baçorá.

#### Segunda invasão
Em cerca de 643, Otomão ibne Abi Alás tomou Bixapur e fez um tratado de paz com os habitantes da cidade. Em 19/644, Alalá mais uma vez atacou Pérsis do Barém, chegando até Estacar, até ser repelido pelo governador (marzobã) de Pérsis, Xarague. Algum tempo depois, Otomão ibne Abi Alás conseguiu estabelecer uma base militar em Tavaz, e logo derrotou e matou Xarague perto de Reixar (no entanto, outras fontes afirmam que foi seu irmão quem fez isso). Um persa convertido ao Islã, Hormoz ibne Haiane Alabedi, foi logo enviado por Otomão ibne Abi Alás para atacar uma fortaleza conhecida como Siniz na costa de Pérsis. Após a ascensão de Otomão como o novo califa em 11 de novembro, os habitantes de Bixapur sob a liderança do irmão de Xarague declararam independência, mas foram derrotados. No entanto, a data desta revolta é contestada, pois o historiador persa Baladuri afirma que ocorreu em 646.
Em 648, Abedalá ibne Alaxari forçou o governador de Estacar, Maaque, a entregar a cidade. No entanto, esta não foi a conquista final da cidade, pois seus habitantes se rebelariam mais tarde em 649/50, enquanto seu governador recém-nomeado, Abedalá ibne Amir, tentava capturar Gor. O governador militar da província, Ubaide Alá ibne Mamar, foi derrotado e morto. Em 650/1, o xainxá Isdigerdes III (r. 632–651) foi para Estacar e tentou planejar uma resistência organizada contra os árabes, e depois de algum tempo foi para Gor, mas Estacar não conseguiu resistir e logo foi tomada pelos árabes, que mataram mais de 40 mil. Os árabes então rapidamente tomaram Gor, Cazerum e Sirafe, enquanto Isdigerdes III fugiu à Carmânia. Assim terminou a conquista muçulmana de Pérsis, no entanto, os habitantes da província mais tarde se rebelaram várias vezes contra os árabes.